# Eupithecia dayensis
Eupithecia dayensis là một loài bướm đêm trong họ Geometridae.